# Железнодорожный вокзал Владивостока
Железнодорожный вокзал Владивостока — пассажирский терминал станции Владивосток — конечной станции Транссибирской магистрали.

## История
Автор проекта архитектор Платон Базилевский принимал участие в закладке станционного здания, заложив первый камень строения 19 (31) мая 1891 года в присутствии цесаревича Николая Александровича, будущего императора Николая II. 2 ноября 1893 года состоялось торжественное освящение вокзала, и открылось железнодорожное сообщение по маршруту Владивосток — Уссурийск.

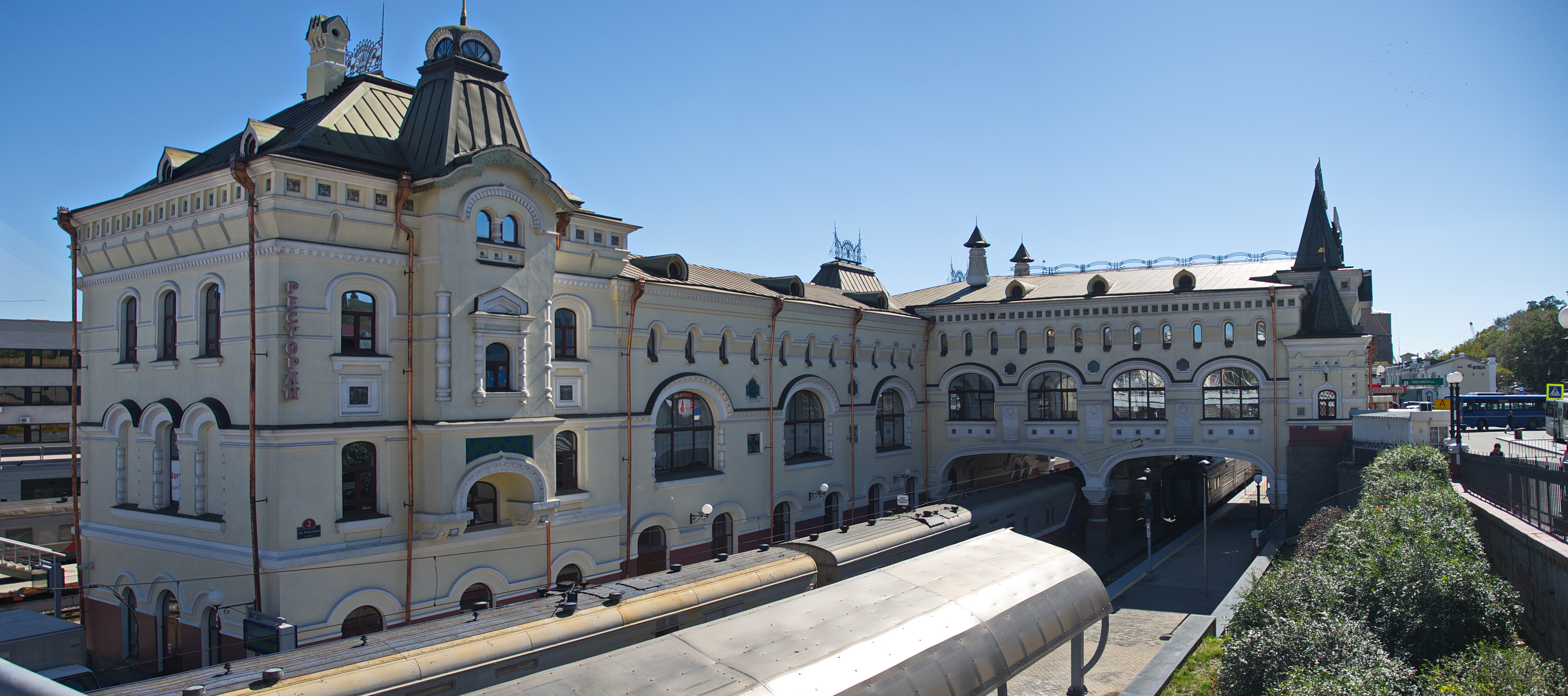
Поезда проходят под залом ожидания

Первоначально это было каменное здание с железной кровлей, в средней части одноэтажное, по краям — двухэтажное. Полы в здании были выложены глиняными японскими плитами — они неплохо сохранились и по сей день. В 1910—1912 годах, в связи со строительством Ярославского вокзала в Москве, вокзал во Владивостоке по проекту гражданского инженера Владимира Плансона расширили и надстроили по образу и подобию Ярославского, создав на обоих концах транссибирской железнодорожной магистрали архитектурно законченные станции. Первоначальное же здание стало одной из частей железнодорожного вокзала. На западном фасаде находился мозаичный герб Приморской области, на восточном — герб Москвы.
С 1924 года облик здания стал постепенно меняться: был снят двуглавый орёл, под слоем штукатурки исчезли мозаичные панно с гербами, рельефные изображения из поливной керамики на русские фольклорно-сказочные сюжеты. Цвет фасада сменился с жёлтого на зелёный. В 1936 году интерьеры вокзала были расписаны художником Г. Григоровичем, а через двадцать лет В. Герасименко расписал кассовый зал, создав там панно «Наша великая Родина».
В семидесятые — восьмидесятые годы XX века наружные стены были выкрашены в зелёный цвет. Реставрация здания, проведённая в 1994—1996 годах российско-итальянской фирмой Tegola Canadese, приблизила здание к дореволюционному виду.

## Память
В июле 2017 года в здании вокзала открыта мемориальная бронзовая доска Николаю II.

## Галерея

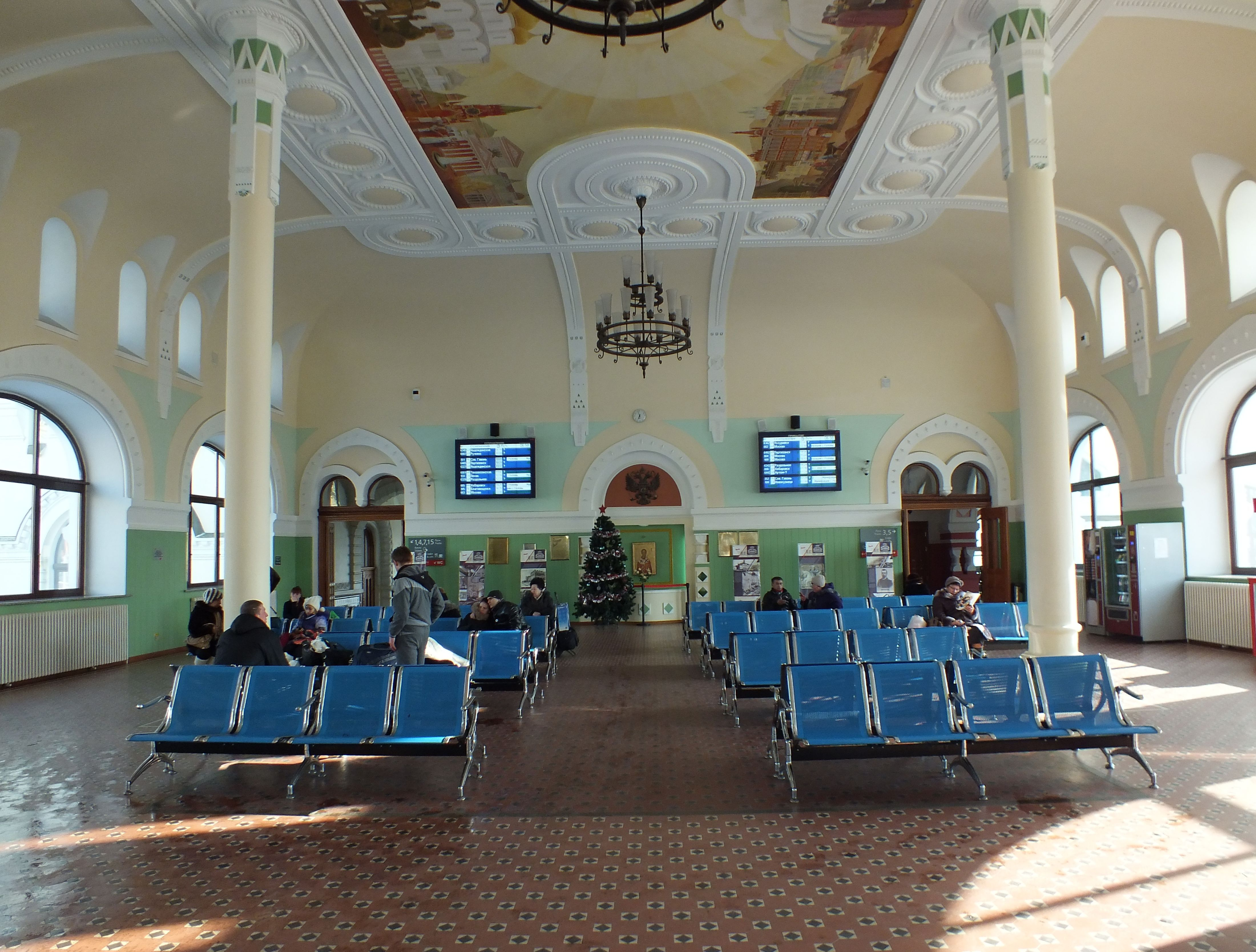
Зал ожидания
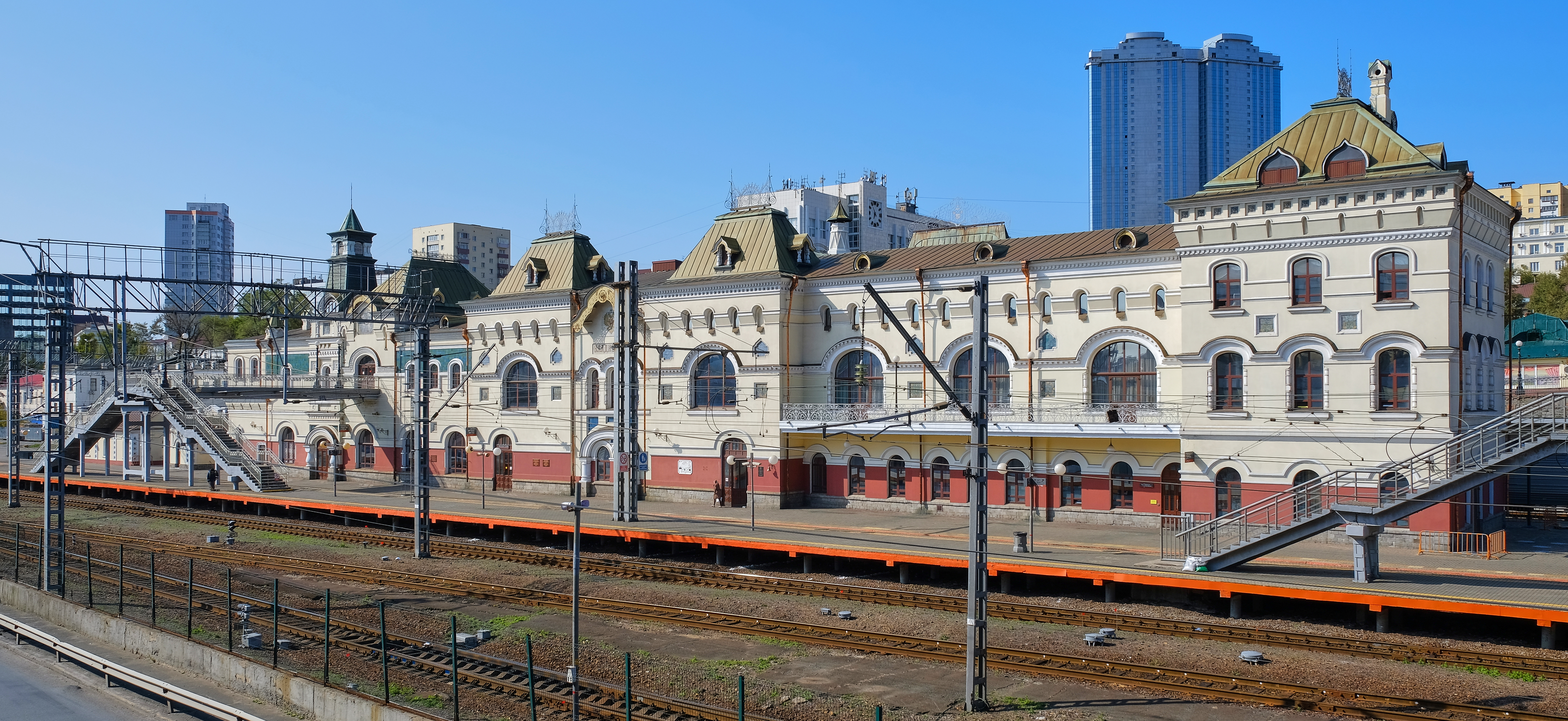
Вид со стороны путей
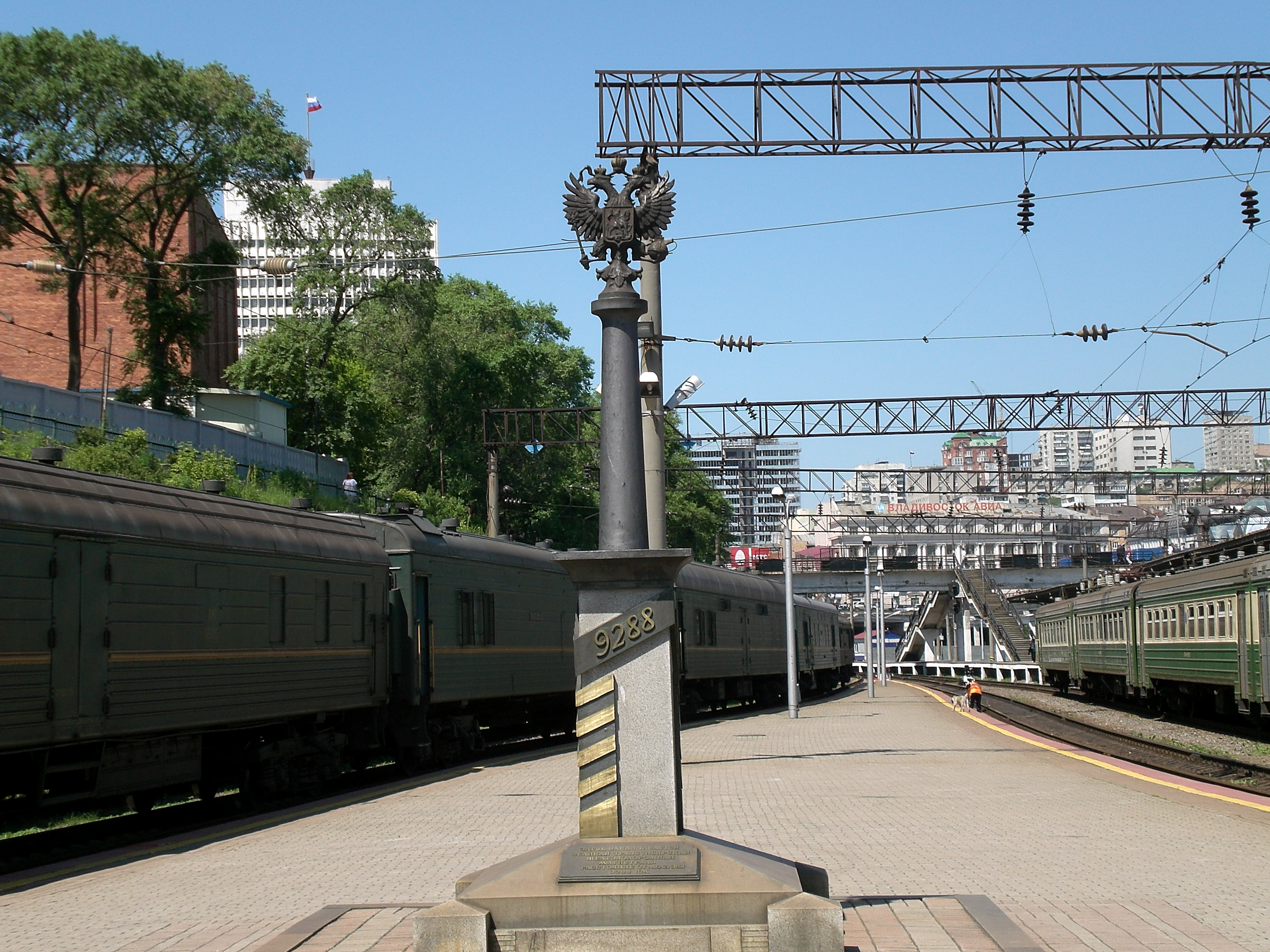
Километровый столб с отметкой 9288 на станции
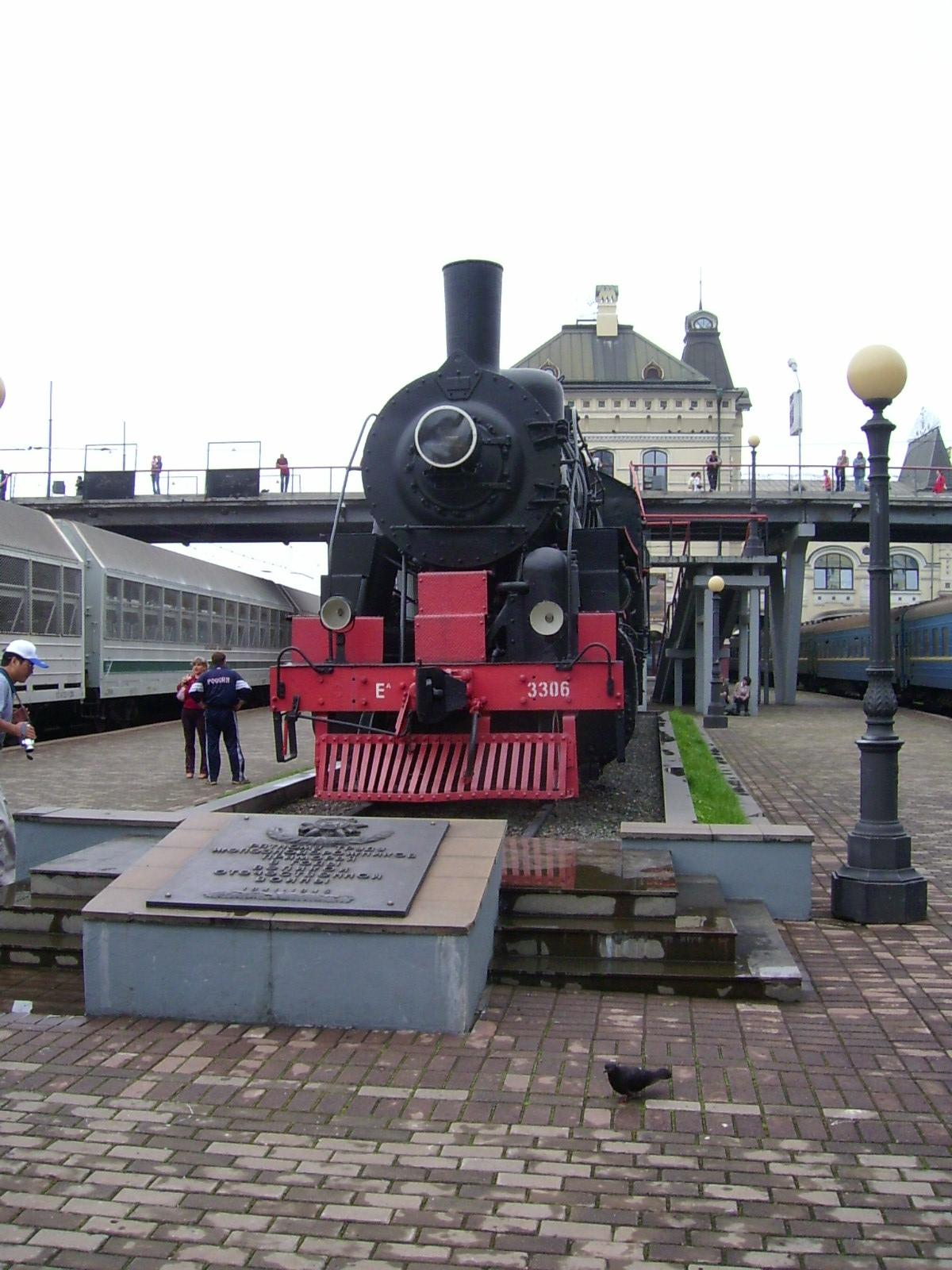
Памятник-паровоз возле вокзала
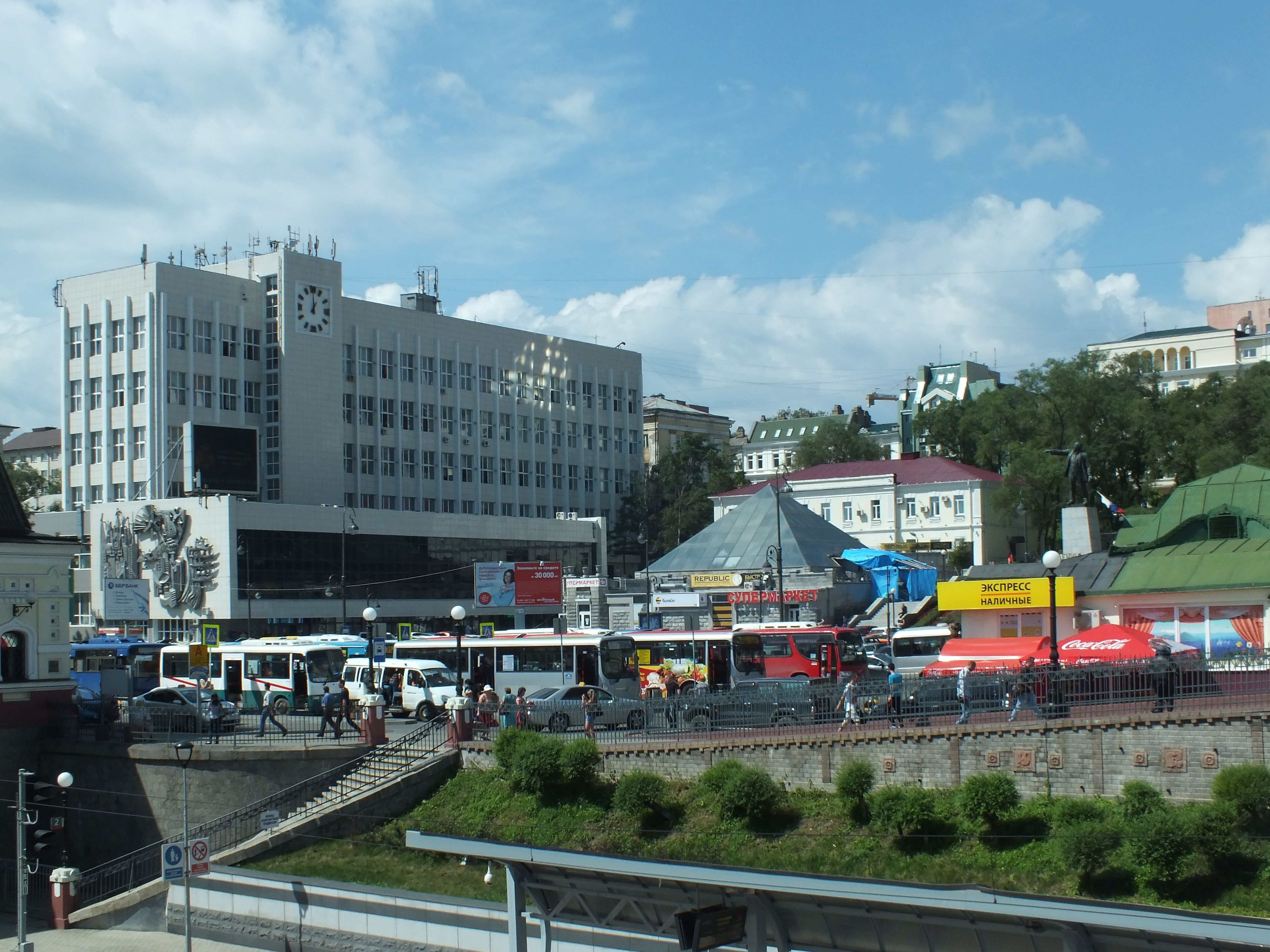
Вокзальная площадь, здание почтамта и памятник Ленину